# Baba (Małe Karpaty)
Baba albo Pezinská Baba (527 m n.p.m.) – przełęcz w głównym grzbiecie Małych Karpat, w paśmie Pezinskich Karpat między szczytami Konské hlavy (649 m n.p.m.) i Čmeľok (709 m n.p.m.).
Przełęczą wiedzie droga nr 503 z Malacków do Pezinoku i znakowany na czerwono Szlak Generała Štefánika (część międzynarodowej europejskiej trasy E8, prowadzący po grzbiecie pasma z północy na szczyt Devín i krzyżuje się ze znakowanym na niebiesko szlakiem z Pernka do Pezinoku.
Ośrodek Pezinská Baba jest obecnie miejscem turystyki zimowej oraz letniej. Do dyspozycji są trzy wyciągi narciarskie, dwa stoki slalomowe ze sztucznym oświetleniem, narciarska trasa turystyczna po grzbiecie pasma. Noclegi zapewnia górski hotel baba, liczna kwatery prywatne, są tu bufety, parking i przystanek autobusowy. Bezpośrednio na przełęczy jest też oddział pomocy drogowej.

## Dojście
- drogą nr 503 z Malacek albo Pezinoku
- czerwonym Szlakiem Generała Štefánika z rozdroża Tri kamenné kopce (570 m n.p.m.) albo przełęczy Javorina (620 m n.p.m.)
- niebieskim szlakiem ze wsi Pernek albo Pezinoku.